# Edgardo Del Valle de Paz

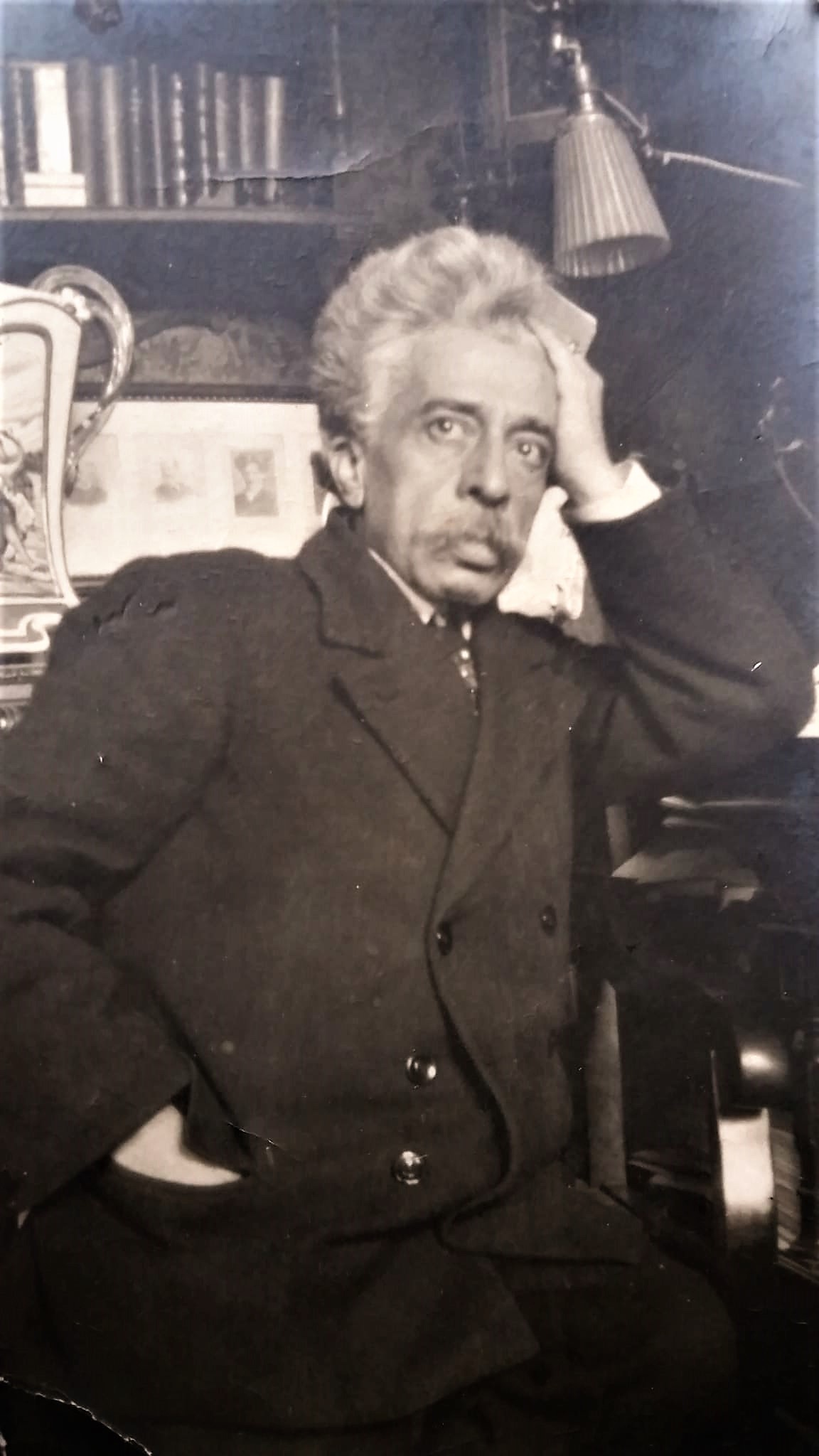
Edgardo Del Valle de Paz (Alessandria d'Egitto 1861- Firenze 1920)

Edgardo del Valle de Paz (Alessandria d'Egitto, 18 ottobre 1861 – Firenze, 5 aprile 1920) è stato un pianista e compositore italiano.

## Biografia
Edgardo Samuel Del Valle de Paz fu un pianista, compositore e insegnante di musica italiano di una famiglia di origine sefardita attestata a Livorno sin dalla metà del sec. XVI.
Diplomato al Conservatorio di Napoli, allievo di Paolo Serrao per la composizione e di Beniamino Cesi per il pianoforte, ha studiato il contrappunto con Gustavo Tofano. Tiene concerti in Italia sin dall'età di 16 anni, e nel 1884 si esibisce a Firenze con il suo maestro. Nel 1886 intraprende una tournée con il celebre violinista belga César Thomson. Come pianista, le sue qualità più apprezzate furono sempre "grazia e vigore, espressione giusta, esecuzione facile nel difficilissimo, tocco sicuro senza smancerie di contorsioni, interpretazione convenevole di stili diversi..." (Gazzetta musicale di Milano, XXXIX[1884], pp. 96 s.). Dal 1890 ha insegnato pianoforte principale presso il Conservatorio di Firenze. Tra i suoi allievi, in particolare, si ricorda Mario Castelnuovo-Tedesco, suo lontano cugino, e Ornella Puliti Santoliquido, Rio Nardi.
Per la sua attività di compositore il Del Valle de Paz ottenne un primo riconoscimento nel 1892, vincendo il primo premio di lire 1 000 nel concorso bandito dalla Società del quartetto di Milano con la Sonata in stile classico per pianoforte op. 92, pubblicata a Firenze nello stesso anno. Nel 1903 gli venne attribuita la prima menzione onorevole nel concorso Sonzogno con l'opera Oriana (idillio lirico in un atto su libretto di P. E. Pavolini ed E. Aruch), rappresentato per la prima volta al politeama Nazionale di Firenze il 30 gennaio 1907.
Nel 1893 ha fondato il "Circolo del Valle", dove cura importanti stagioni concertistiche. Ha fondato e diretto dal 1896 all'anno della sua morte la rivista La Nuova Musica. La rivista, che fra l'altro si valse della collaborazione di importanti musicisti come Ildebrando Pizzetti e Giovanni Sgambati, scrittori come Giannotto Bastianelli e Diego Garoglio, musicologi come Guido Maria Gatti e Arnaldo Bonaventura fu un organo completo di informazione e cultura musicale. Su di essa Del Valle de Paz pubblica non solo recensioni di concerti e spettacoli musicali, ma anche scritti di teoria musicale, musicologia, estetica musicale, e biografie di grandi artisti. Sempre su di essa per suo pugno Del Valle de Paz pubblica vari scritti sulla teoria degli abbellimenti, nonché recensioni su Ferruccio Busoni e S. Paderewski. Articoli più polemici e di satira sono da lui firmati con lo pseudonimo di Samuel, suo secondo nome.
Ha pubblicato la Scuola pratica del pianoforte (1889). Tra le composizioni si ricordano, inoltre: per pianoforte: Arabesque, op. 7, Londra s.d.; Valses mignonnes, op. 17, Milano s.d.; Menuets drôlatiques, op. 33, ibid. s.d.; per canto e pianoforte: Due liriche antiche, op. 31, ibid. s.d.; Pierrot, op. 56 n. 2, Firenze 1902; Tre liriche antiche, ibid. 1904; lavori sinfonici: Ondina, suite per orchestra, Londra s.d.; Scènes de ballet, suite per orchestra, ibid. s.d.; Tambourin, op. 41 n. 2, in La nuova musica, I (1896), pp. 67 ss.; opere teatrali: La Maupin, dramma lirico in tre atti e quattro quadri di S. Monti, Firenze 1908. La prima opera "Barbarina" fu composta nei suoi anni di studente.
Le sue composizioni furono pubblicate principalmente dalle case editrici Augener (e poi Schott) di Londra, Ricordi di Milano, Bratti di Firenze.
Dalla moglie  Berta Adele Enriques ebbe quattro figlie e un figlio: la primogenita Emilia Marcella (1891-1976), pianista e professoressa al Conservatorio di Trieste prima e poi di quello di Firenze; Ida, poetessa recensita da Benedetto Croce; Emma Margherita (Firenze 1895 - Torino 1981), matematica, una delle prime donne allieve presso la classe di scienze della Scuola Normale di Pisa, madre dei fisici Marcello Cini e Giuliana Cini; Clara, nata nel 1901, e Giacomo (Firenze 1903 - San Paolo, Brasile, 1986) importante musicologo (celebre la sua monografia su Annibale Padovano) nonché direttore della musica presso l'EIAR (radio italiana) sino alla promulgazione delle leggi razziali del 1938 che lo costrinsero alla fuga in Brasile.
Il fratello, Giulio del Valle de Paz (1863-1896), fu un giornalista, e morì come cronista di guerra nella battaglia di Adua.